# Paweł Jasiek
Paweł Jasiek, ps. Krajnomir (ur. 14 stycznia 1908 w Zakrzewie, zm. 14 czerwca 1982 w Ludwigshafen) – polski działacz oświatowy i bibliotekarz, w okresie międzywojennym organizator szkolnictwa polskiego na Warmii, wówczas niemieckich Prusach Wschodnich. Autor słów do hymnu Krajny, którego tekst napisał w 1932.

## Życiorys
Był jednym z siedmiorga dzieci krawca Jana i Anny z Seydaków. Jego ojciec przez ponad 30 lat pełnił funkcję sołtysa w Zakrzewie. Paweł kształcił się w Seminarium Pedagogicznym w Bydgoszczy. Pełne kwalifikacje do pracy w szkole powszechnej uzyskał w roku 1930. 14 czerwca 1932 ożenił się z Teklą Hensel, z którą miał troje dzieci. Mieszkali w Domu Polskim w Olsztynie.
Pracę pedagogiczną rozpoczął od szkół w Grodzisku Wielkopolskim (1928) i Skicu (1929). 1 stycznia 1930 roku wstąpił do Związku Polaków w Niemczech. W październiku tego samego roku działał w centrali Związku Polskich Towarzystw Szkolnych w Niemczech w Berlinie. 15 grudnia 1930 r. przybył na Warmię i otworzył Prywatną Katolicką Szkołę Powszechną w Purdzie. W lipcu 1931 r. przeszedł do pracy w Polsko-Katolickim Towarzystwie Szkolnym na Warmię. W 1934 kierował akcją biblioteczną na Warmii – założył Centralną Bibliotekę Polską w Niemczech – Oddział Prusy Wschodnie. Obowiązki zawodowe na tych terenach pełnił do 18 lipca 1939 roku. Publikował w Gazecie Olsztyńskiej i był zaangażowany w działalność dwóch polskich chórów.
Podczas II wojny światowej trafił do obozu koncentracyjnego w Sachsenhausen. Następnie był robotnikiem przymusowym na poczcie przeładunkowej Berlin-Gleisdreiack. Po wojnie pracował w szkołach mniejszości polskiej w RFN. Następnie kierował całym szkolnictwem polskim w Bawarii Północnej. był kierownikiem Związku Polaków w Niemczech z siedzibą w Bochum. Redagował biuletyn „Ogniwo” i współpracował z redakcją rocznika „Polak w Niemczech”. W latach 1956–1967 był bibliotekarzem i dokumentalistą w Instytucie Socjalnym Heinrich Pesch House.

## Wybrana twórczość
- (z Szczepańskim i Lisowskim) Elementarz i czytanka dla I i II klasy szkół powszechnych, Wydawnictwo Polskie R. Wegnera, Poznań, 1945 (opracowano w Obozie Polskim w Ansbach; odbito w Norymberdze).
- Nauka języka polskiego dla młodzieży (53 lekcje), „Polak”, Quckenbrück, 1952-1953.
- Z dziejów Polski – opowiadania dla dzieci (cykl 27 opowiadań), „Dziatwa”, Londyn, 1959-1961[4].